# Martin Andersson
Jan Martin Andersson (Gotemburgo, 22 de julio de 1969) es un deportista sueco que compitió en vela en la clase 470.
Ganó una medalla de plata en el Campeonato Mundial de 470 de 2004 y dos medallas de bronce en el Campeonato Europeo de 470, en los años 2003 y 2004. Participó en los Juegos Olímpicos de Atenas 2004, ocupando el cuarto lugar en la clase 470.

## Palmarés internacional
| \| Campeonato Mundial \| Campeonato Mundial \| Campeonato Mundial \| Campeonato Mundial \| \| Año \| Lugar \| Medalla \| Clase \| \| ------------------ \| --------------------- \| ------------------ \| ------------------ \| \| 2004 \| Zadar (Croacia) \| Medalla de plata \| 470 \| \| Campeonato Europeo \| \| \| \| \| Año \| Lugar \| Medalla \| Clase \| \| 2003 \| Brest (Francia) \| Medalla de bronce \| 470 \| \| 2004 \| Warnemünde (Alemania) \| Medalla de bronce \| 470 \| |                       |                   |       |
| Campeonato Mundial |                       |                   |       |
| Año | Lugar                 | Medalla           | Clase |
| 2004 | Zadar (Croacia)       | Medalla de plata  | 470   |
| Campeonato Europeo |                       |                   |       |
| Año | Lugar                 | Medalla           | Clase |
| 2003 | Brest (Francia)       | Medalla de bronce | 470   |
| 2004 | Warnemünde (Alemania) | Medalla de bronce | 470   |